# Championnat d'Italie de rugby à XV 1949-1950
Navigation
Serie A 1948-1949 Serie A 1950-1951
Le Championnat d'Italie de rugby à XV 1949-1950 oppose les douze meilleures équipes italiennes de rugby à XV. Le championnat débute en 1949 et se termine en 1950. Le tournoi se déroule sous la forme d'un championnat unique en matchs aller-retour et d'un tour de promotion-relégation composé des trois derniers de la 1re phase. Le Napoli est finalement repêché pour cette compétition.
Le Rugby Parme remporte le titre pour la 1re fois, 4e équipe à inscrire son nom au palmarès, et Genova reste en championnat national à l'issue d'un match de barrage contre L'Aquila, vainqueur de la Série B. La Ginnastica Torino se retire de la compétition dès la 2e journée des matchs retour.

## Équipes participantes
Les dix équipes sont les suivantes :
| - Ginnastica Torino - Rugby Parme - Amatori Milan - Petrarca Padoue - Rugby Milano - Rugby Brescia | - Rugby Rovigo - Bologne - Rugby Rome - Giovinezza Trieste - Genova - Napoli |

## Résultats

### Phase préliminaire
| Rang | Club                | J  | V  | N | D  | Pm  | Pe  | Diff | Pts |
| ---- | ------------------- | -- | -- | - | -- | --- | --- | ---- | --- |
| 1    | Rugby Parma         | 21 | 15 | 2 | 4  | 236 | 80  | +156 | 32  |
| 2    | Amatori Rugby Milan | 21 | 14 | 1 | 6  | 157 | 78  | +79  | 29  |
| 3    | Rugby Rovigo        | 21 | 9  | 6 | 6  | 145 | 80  | +65  | 24  |
| 4    | Rugby Rome (T)      | 21 | 10 | 4 | 7  | 119 | 92  | +27  | 24  |
| 5    | Petrarca Padoue     | 21 | 8  | 4 | 9  | 96  | 92  | +4   | 20  |
| 6    | Napoli              | 21 | 7  | 6 | 8  | 73  | 77  | -4   | 20  |
| 7    | Rugby Milano        | 21 | 7  | 5 | 9  | 91  | 128 | -37  | 19  |
| 8    | Brescia             | 21 | 8  | 2 | 11 | 127 | 151 | -24  | 18  |
| 9    | Rugby Bologne       | 21 | 6  | 1 | 14 | 99  | 215 | -116 | 13  |
| 10   | Giovinezza Trieste  | 21 | 4  | 5 | 12 | 74  | 170 | -96  | 13  |
| 11   | Genova              | 21 | 4  | 5 | 12 | 79  | 187 | -108 | 13  |
| 12   | Ginnastica Torino   | 0  | 0  | 0 | 0  | 0   | 0   | 0    | 0   |

|  | Vainqueur (no 1)                               |
|  | Tour promotion-relégation (no 9, no 10, no 11) |
|  | T : tenant du titre 1949                       |

Attribution des points :  victoire : 2, match nul : 1, défaite : 0.

## Tour promotion-relégation
| Rang | Club               | J | V | N | D | Pm | Pe | Diff | Pts |
| ---- | ------------------ | - | - | - | - | -- | -- | ---- | --- |
| 1    | Rugby Bologne      | 2 | 1 | 1 | 0 | 3  | 0  | +3   | 3   |
| 2    | Giovinezza Trieste | 2 | 1 | 0 | 1 | 12 | 8  | +4   | 2   |
| 3    | Genova             | 2 | 0 | 1 | 1 | 5  | 12 | -7   | 1   |

|  | Barrage (no 3) |

Attribution des points :  victoire : 2, match nul : 1, défaite : 0.

## Barrage
| 1950 | Genova | 22 – 3 | L'Aquila | Gênes |
| 1950 |        |        |          | Gênes |
| 1950 |        |        |          | Gênes |

## Vainqueur
| Entraîneur |                        |                         |
| Avants     | Pilier                 | A. Fornari, Re          |
| Avants     | Talonneur              |                         |
| Avants     | Deuxième ligne         | Ficai                   |
| Avants     | Troisième ligne aile   | Sergio Lanfranchi       |
| Avants     | Troisième ligne centre |                         |
| Arrières   | Demi de mêlée          |                         |
| Arrières   | Demi d'ouverture       | Bailo, Borelli          |
| Arrières   | Centre                 | Percudani               |
| Arrières   | Ailier                 |                         |
| Arrières   | Arrière                | U. Belledi, G. Del Bono |